# أدراختي
أدراشتي أو أدراختي  ( اليونانية: Αδράχτι ) هي صخرة في مجمع تكوينات الصخور ميتيورا في ثيساليا ، في الجزء الأوسط من اليونان. 
بسبب شكلها الطويل والرفيع، يطلق عليها أحيانًا اسم " المغزل ". وتحيط بها صخور سورلوتي ، ومودي ، وأليسوس ، وأجيا ، وبيكساري - في اتجاه عقارب الساعة- بدءًا من الشمال.
يبلغ ارتفاع قمة أدراختي 474 م (1,555 قدم) فوق سطح البحر.

## الوصول إليها
يبدأ المسار إلى أدراختي من قرية كاستراكي . يبدأ المسار كدرج ذو درجات خشبية ويؤدي إلى خلية قسطنطيوس (Κελί του Κωνστάντιου)، ثم يستمر صعودًا مباشرة إلى مستوي أدراختي.